# St. Laurentius (Premich)

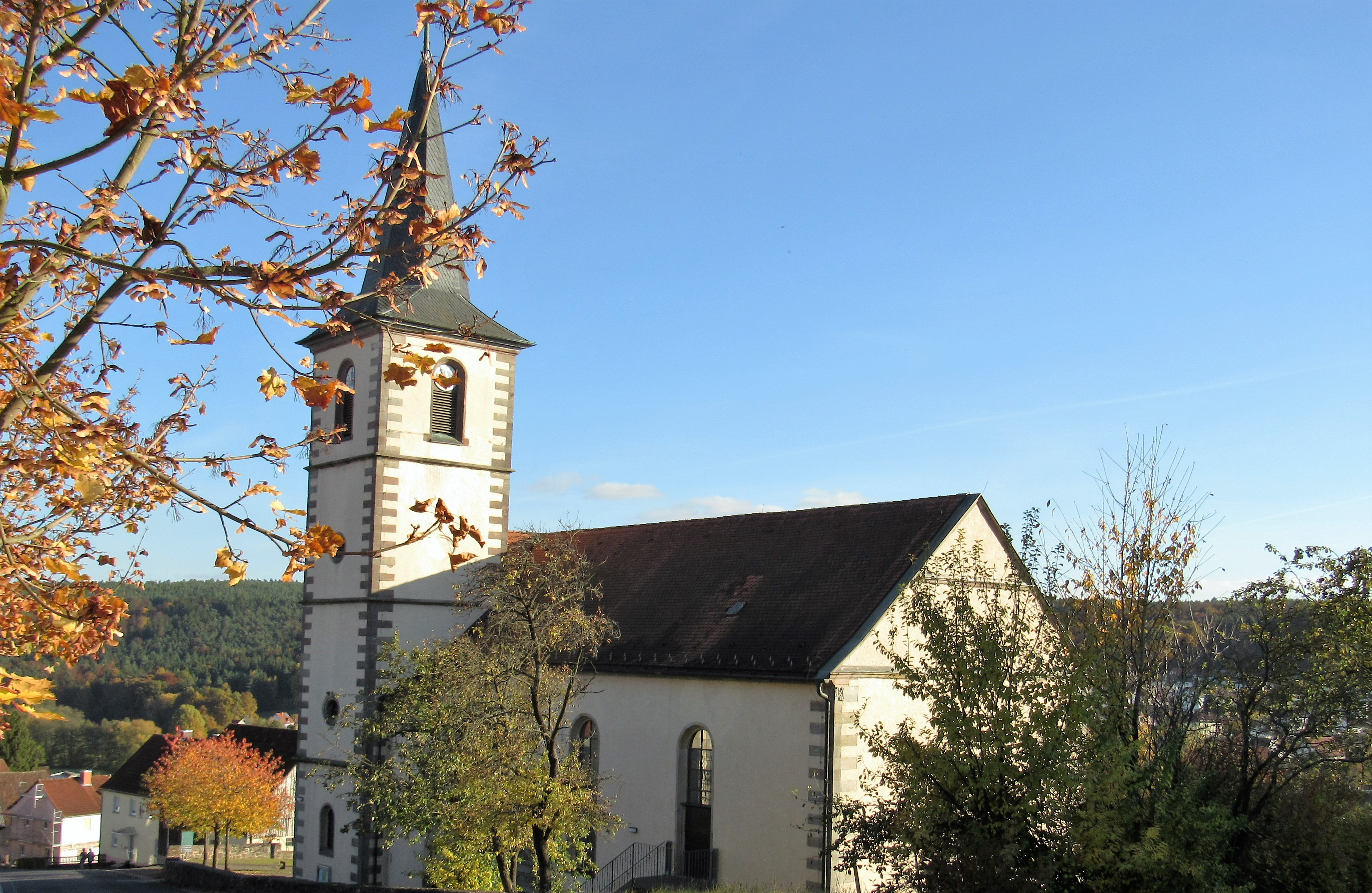
Kirche von Premich

Die römisch-katholische Kirche St. Laurentius befindet sich in Premich, einem Ortsteil des in Unterfranken gelegenen Ortes Burkardroth und ist dem hl. Laurentius von Rom geweiht.
Die Kirche gehört zu den Baudenkmälern von Burkardroth und ist unter der Nummer D-6-72-117-51 in der Bayerischen Denkmalliste registriert.

## Geschichte

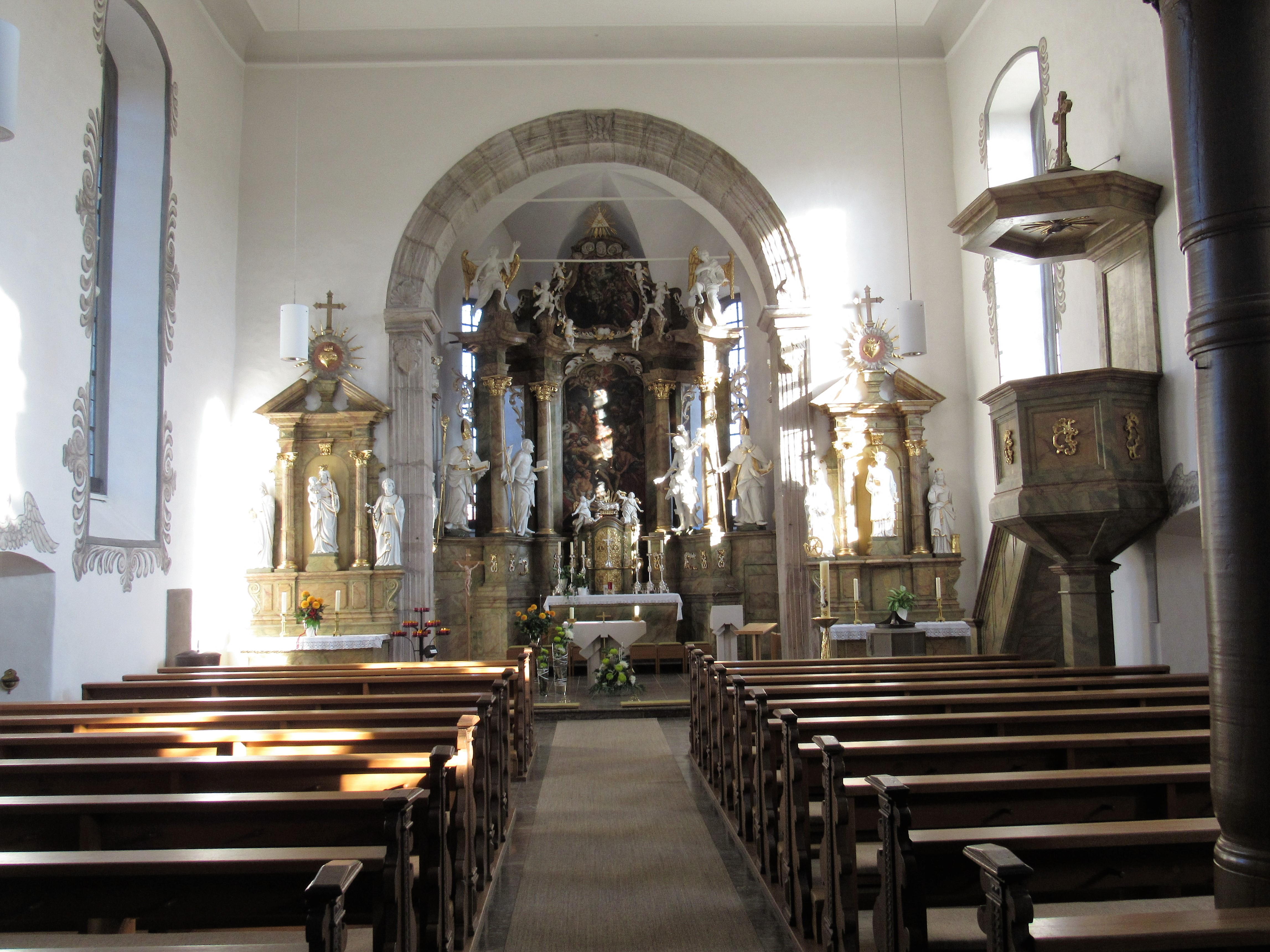
Innenraum der Kirche

Die Grundsteinlegung für die St. Laurentius-Kirche fand im Jahr 1686 unter ihrem Erbauer, Fürstbischof Johann Gottfried von Guttenberg, während der Amtszeit des Premicher Pfarrers Jörg Ulrich statt. Die Kirche wurde durch eine im Jahr 1687 von Kaspar Schmitt begründete Stiftung finanziert. 1692 war ihr Bau vollendet. Um das Jahr 1700 entstand der Hochaltar der Kirche.
Im Jahr 1847 fiel die Kirche einem Brand zum Opfer; die Glocken der Kirche schmolzen, der Hochaltar hingegen ist noch erhalten. Bis 1849 kam in einer Kollekte unter König Maximilian II. Joseph das erforderliche Geld für einen Neubau zusammen. Die in Ohrdruf ansässige Glockengießerei Robert Maier installierte im Jahr 1850 neue Glocken in der Kirche, die jedoch im Ersten Weltkrieg im Jahr 1918 zur Herstellung von Kriegswaffen eingeschmolzen wurden.
Im Jahr 1930 erhielt die Kirche vier neue Glocken, von denen 1942 drei wieder abgeliefert werden mussten. Sie erklangen im Salve-Regina-Motiv mit den Tönen es´, g´, b´ und c´´. Dieses Motiv wurde im Jahr 1949 erneut hergestellt.
Im Jahr 1976 fand eine Renovierung der Kirche statt, in deren Rahmen der Altartisch und der Ambo erneuert sowie die Seitenaltäre, die bei dem Brand von 1847 beschädigt worden waren, ersetzt wurden. Der linke Seitenaltar stellt die Muttergottes dar, der rechte den hl. Laurentius von Rom, den Namenspatron der Kirche.